# 偶像崇拝

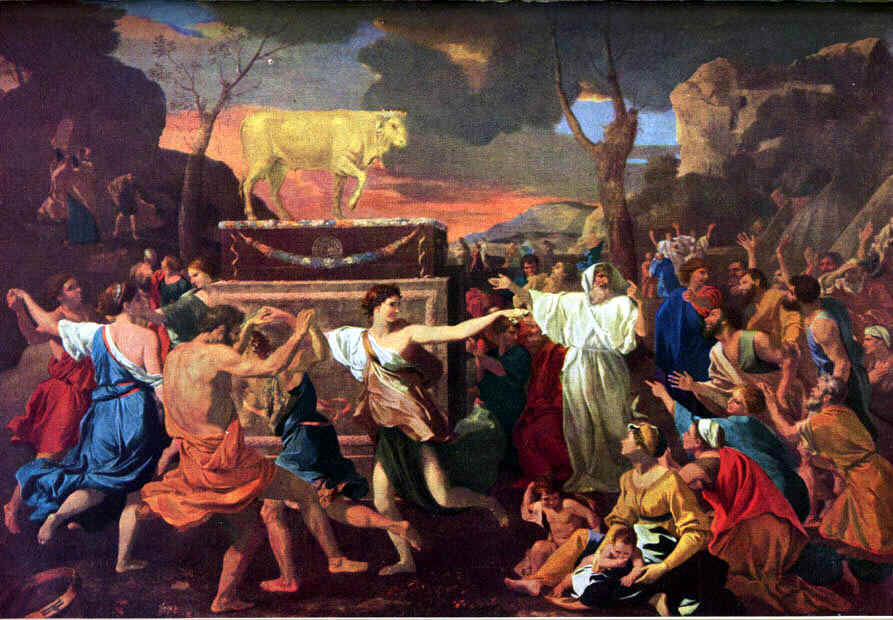
金の子牛の偶像を崇拝する者ら

偶像崇拝（、英: idolatry）とは偶像を崇拝する行為。

## 概説
偶像とは木材や土、金属など具体的な物質で形どられた像のうち、崇拝的対象をかたどったものをさす。
「偶像崇拝」という言葉はもっぱら偶像を崇めることを禁じたり批判する立場から否定的な意味合いで使われる。偶像崇拝を批難する単語として「偶像教」がある。
プロテスタントなどにおいては、十字架、首飾り、護符、ご神体といった具体物を信仰対象にすることをも偶像崇拝の一種として忌避する。エホバの証人においては、葬儀や墓、遺骨なども偶像崇拝と見なす。

## 旧約聖書
旧約聖書では、イスラエルの神は預言者モーセに神の指で書かれた石の板二枚、十戒を授け、偶像崇拝を禁じた（出エジプト記31:18）。ゆえに、アブラハムの宗教と呼ばれるユダヤ教、キリスト教、イスラームの諸宗教では偶像崇拝は禁忌とされており、神を可視化してはならない。特にユダヤ教においては厳格で、19世紀まではユダヤ系の画家・彫刻家などの芸術家が輩出されなかった。
イスラエルの民が金の子牛を崇拝した際には、極刑をもって処罰された。
他の国々や諸宗教で信仰の対象とされている偶像については、以下のように全くの無益であるとされた。
ヨシヤ王はユダとエルサレムを清めるために偶像を粉々に打ち砕いた。
イザヤ書の中でも、主はご自分の栄光を偶像に与える事は無い、と明記されている。

## 新約聖書
新約聖書で「偶像礼拝」と訳されるギリシャ語のεἰδωλολατρία（ガラテヤ5:20、第一コリント10:14、コロサイ3:5、第一ペテロ4:3）の語は、キリスト教の文献にしか出てこない。

## キリスト教

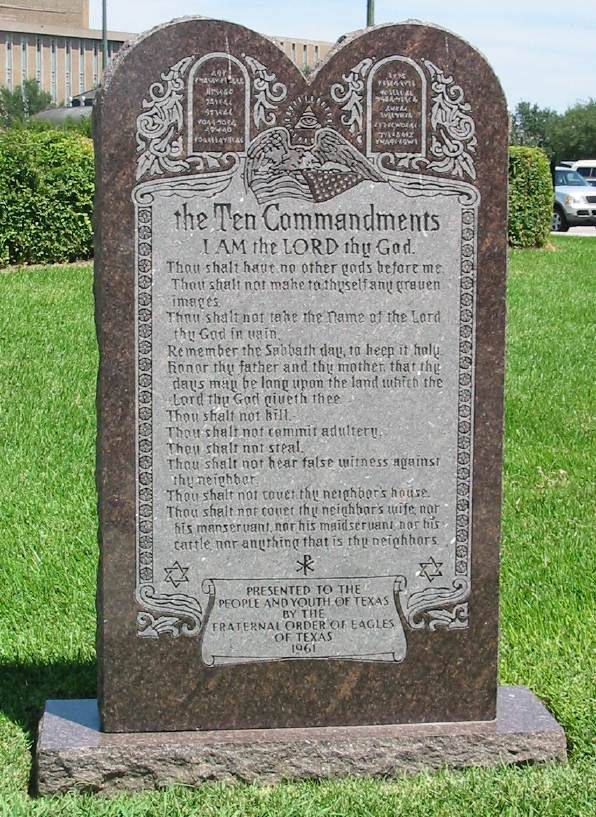
十戒

使徒ヨハネの弟子であるポリュカルポスはスミルナ教会の監督であったと伝えられる。ポリュカルポスはヨハネの黙示録2:10にある「死に至るまで忠実であれ」を読んだ。ポリュカルポスはこの言葉どおりに、皇帝を拝む偶像崇拝を拒み、火あぶりにされた後に刺し殺され、殉教した。 
キリスト教においては旧約聖書の記述から偶像崇拝を禁じている。

### 日本のキリスト教
1932年（昭和7年）5月5日に上智大学の学生の一部が靖国神社の参拝は偶像崇拝行為であるとして公然と拒否し、世間に非難された（上智大生靖国神社参拝拒否事件）。この事件により、信者たちの信仰活動は動揺した。カトリック教会指導層は「祖国に対する信者のつとめ」を出し、神社参拝を容認した。これらの偶像崇拝と宗教弾圧への動揺は今日では自己批判されている。
プロテスタントでも、日本基督教団などエキュメニカル派の一部は他宗教に対して比較的寛容であり、戦前より神社参拝、宮城遥拝、国民儀礼、御真影敬礼、焼香などの行為を行っていた。一方、戦前の美濃ミッションや中田重治監督指導時のホーリネス、戦後の福音派などは、これらの行為が聖書に反する偶像崇拝であるとして、禁じていた。
日本キリスト改革派教会の常葉隆興は、日本基督教団の結成式で行われた宮城遥拝について、「偶像礼拝であり、神に対して死に値する罪であった」と非難した。また日本キリスト改革派は1951年の第6回大会で「すべての神道神社は偶像であり、我々はそれを礼拝する事を拒絶する。神棚、仏壇その他どのような宗教的事物に対しても頭を下げて礼をしない。」と決議した。
中央神学校のチャップマン教授は、日本の教会が神社参拝に対して明確な態度を取れなかったのは、旧約聖書の知識を欠いていたからだと指摘した。また、日本の教会は自由主義神学の高等批評によって信仰が骨抜きにされており、植村神学が簡易信条主義であったことから、異教の偶像崇拝に対して抵抗する力を持たなかったと指摘する者もいる。
福音派など聖書信仰の教会は1959年11月18日の日本宣教百年記念聖書信仰運動大会において、偶像崇拝の罪を、神の御前に悔い改め、告白した。「我らは過去百年間、キリスト者として、個人生活的にも、亦国民生活的にも、一切の偶像崇拝を廃棄すべき聖書の命令に応えることに於いて、欠けたところの多かったことを神の前に反省し、痛切なる悔改めを告白する」

### 貪欲、泥酔、飽食、名誉欲について
正教会の教えによると、木や金属その他の材料によって形作った像を神として崇めることばかりでなく、「強欲」、「酒食に耽ること」、「傲慢と名誉欲」も偶像崇拝であるとされている。

## イスラム教
イスラム教において、シルク（شرك、širk）と呼ばれる偶像崇拝の行為はアッラーフが許さない唯一の罪である（『婦人章』第116節）。また、アッラーフの形代を作って拝む事さえ“タウヒードに反する許されない罪”である。よって世界のどこにいようが、聖地マッカの方角を向いて拝礼すればよい。
ムハンマドを描いた絵画も、ムハンマドへの個人崇拝を排するため、顔に布をかけた姿で描かれている。